# CH.WIDE의 소속 인물 목록
다음은 CJ ENM WIDE TV의 소속 인물 목록이다.

## WIDE TV 소속 유튜버

### 게임
- 잠뜰
- 각별
- 라더
- 수현
- 덕개
- 재넌
- 감스트
- 테스터훈
- 릴카
- 꽃빈
- 머독
- 롤큐
- 이설TV
- 유소나
- 따효니
- 햇살살
- 소풍
- 자몽티비
- 나랑께TV
- 쫀말TV

### 스타일
- 슈스스
- 씬님
- 회사원A
- 오늘의 하늘
- 헤이즐
- 로즈하
- 킴닥스
- 곽토리
- 퓨어디
- 쏭냥
- 샨토끼
- 조수잔
- 깡나
- 혜쁨
- 이수진

### 생물
- 수리노을
- 슈앤트리
- 솜이네 곰이탱이여우
- 강형욱의 견종백과
- 꼬불하개파마
- 슈퍼콜라
- 크집사

### 엔터
- 선바
- 박담채DAMCHEA
- 아누누 (안은우)
- NunReacts
- VIVA DANCE STUDIO
- 대도서관
- 윰댕
- 띠미
- ARTBEAT
- 임영웅
- 양준일
- 백지영
- DPOP Studio
- 소근커플
- 수상한 녀석들
- 박막례할머니
- 박미선
- 박구윤
- 박원숙
- 박가린
- 박가을
- 제니윤
- 꽈뚜룹
- 제이제이
- 기우샘
- 혜서니
- 한오샘
- 쏘야쭝아
- 노잼봇
- 느낌적인 느낌
- 주랄라
- 예씨
- 피아노 치는 이정환
- 권민제
- 경리
- 김하나
- 변승주
- 펑티모
- 퇴경아 약먹자
- Hale In Ocean 정혜일
- 미트
- 닥터프렌즈
- 윤이버셜

### 스포츠
- 머드Lee 이형택
- 야구 디비전리그
- 말왕TV

### 푸드
- 꿀키
- 나도
- HONG SOUND
- 소프
- 애주가TV 참PD
- 입짧은 햇님
- 더스쿱
- 시니
- 맛상무
- 박병진용사
- Team SeikaTV
- 밥굽남
- 이혜정
- 잡솨

### 키즈/패밀리
- 엔조이커플
- 라임튜브
- 마이린 TV
- 간니닌니 다이어리
- 유라야 놀자
- 뚜아뚜지TV
- 애니한TV
- 노래하는하람
- 프리티에스더
- 에그박사
- 닥터프
- 별난박TV
- 아롱다롱TV
- 이채윤
- 룰루랄라티비
- 헤이지니
- 럭키강이
- 서은이야기
- 루루체체TV
- 모야모야패밀리
- 김소피야
- 정훈,지훈TV
- 에디레일
- 허팝

### IT/전자기술
- 잇섭